# Patrick Sutter
Patrick Sutter (San Gallo, 18 gennaio 1999) è un calciatore svizzero, difensore dello Stade Lausanne-Ouchy.

## Carriera
Cresciuto nel settore giovanile del San Gallo, esordisce in prima squadra il 13 settembre 2021, disputando l'incontro di Super League vinto per 1-0 contro il Vaduz.

## Statistiche

### Presenze e reti nei club
Statistiche aggiornate al 23 luglio 2022.
| Stagione        | Squadra         | Campionato      | Campionato | Campionato | Coppe nazionali | Coppe nazionali | Coppe nazionali | Coppe continentali | Coppe continentali | Coppe continentali | Altre coppe | Altre coppe | Altre coppe | Totale | Totale |
| Stagione        | Squadra         | Comp            | Pres       | Reti       | Comp            | Pres            | Reti            | Comp               | Pres               | Reti               | Comp        | Pres        | Reti        | Pres   | Reti   |
| --------------- | --------------- | --------------- | ---------- | ---------- | --------------- | --------------- | --------------- | ------------------ | ------------------ | ------------------ | ----------- | ----------- | ----------- | ------ | ------ |
| 2019-2020       | Brühl           | 1Lp             | 13         | 1          |                 | -               | -               |                    | -                  | -                  |             | -           | -           | 13     | 1      |
| 2020-2021       | San Gallo       | ASL             | 3          | 0          | CS              | 0               | 0               | UEL                | 0                  | 0                  |             | -           | -           | 3      | 0      |
| 2021-2022       | San Gallo       | ASL             | 20         | 2          | CS              | 3               | 0               |                    | -                  | -                  |             | -           | -           | 23     | 2      |
| 2022-2023       | San Gallo       | ASL             | 2          | 0          | CS              | 0               | 0               |                    | -                  | -                  |             | -           | -           | 2      | 0      |
| Totale carriera | Totale carriera | Totale carriera | 38         | 3          |                 | 3               | 0               |                    | 0                  | 0                  |             | -           | -           | 41     | 3      |